# Acapoeta
Acapoeta és un gènere de peixos de la família dels ciprínids i de l'ordre dels cipriniformes.

## Taxonomia
- Acapoeta tanganicae (Boulenger, 1900)[1][2][3]